# 5 Uur Live
5 Uur Live (voorheen RTL Live) was een televisieprogramma dat werd uitgezonden op de Nederlandse zender RTL 4. Het was de middagvariant van het ochtendprogramma Koffietijd. Sinds 2020 is het samengegaan met Eigen Huis & Tuin onder het format Eigen Huis & Tuin: Lekker Leven.

## RTL Live (1998-2001)
Op 31 augustus 1998 was de eerste uitzending van RTL Live. Het programma was de opvolger van De 5 Uur Show. Aanvankelijk werd het programma iedere week vanaf een andere locatie uitgezonden en ook iedere week gepresenteerd door verschillende RTL-presentatoren (al dan niet als duo).
In de eerste uitzendweek was het programma, in verband met de herdenking van het overlijden van Prinses Diana, te zien vanuit Londen. Vivian Boelen presenteerde tijdens deze eerste week. Daarna volgden verschillende locaties in Nederland waarbij de presentatie in handen lag van de volgende duo’s: Mari Carmen Oudendijk & Marc Klein Essink, Jeroen Pauw & Mylène de la Haye, Helga van Leur & Sander Simons en Manuëla Kemp & Jan de Hoop. Ieder duo presenteerde gedurende één week.
Na een aantal weken werd er afgestapt van de wisselende locaties en kwam er een vast presentatieduo: Minoesch Jorissen en Beau van Erven Dorens. Het programma was te zien vanuit Grand Café Hotel Gooiland in Hilversum. 
In televisieseizoen 2000/2001 was Van Erven Dorens vertrokken als presentator en werd zijn plek ingenomen door Sylvana Simons. Na dit seizoen stopte het programma.

## RTL Live (2016-2017)
In oktober 2016 kwam er na vele jaren weer om 17.00 uur een informatief middagprogramma op RTL 4. De naam RTL Live werd weer van stal gehaald. De presentatie was in handen van afwisselend Albert Verlinde en Angela Groothuizen. Winston Gerschtanowitz was in 2016 eenmalig te zien als invaller. Groothuizen stopte eind 2016 alweer met het programma en werd opgevolgd door Quinty Trustfull. Daarnaast vielen Pernille La Lau en Loretta Schrijver af en toe in.
De uitzendingen kwamen vanuit de villa waar ook Koffietijd iedere werkdag vandaan komt.
Na dit seizoen keert het programma in televisieseizoen 2017/2018 terug met een nieuw decor, deels nieuwe presentatoren en een nieuwe naam: 5 Uur Live.

## 5 Uur Live (2017-2020)
5 Uur Live is de opvolger van RTL Live. Het programma is nu officieel de middagvariant van het ochtendprogramma Koffietijd, gemaakt door hetzelfde team, inclusief dezelfde presentatoren. De presentatie lag tot en met 1 januari 2018 in handen van afwisselend Quinty Trustfull, Pernille La Lau, Loretta Schrijver en Lucille Werner. Vanaf 2 januari 2018 is Daphne Bunskoek de enige presentator van 5 Uur Live. Lucille Werner viel in 2018 nog in als Bunskoek verhinderd was. Sinds 2019 valt Quinty Trustfull of Pernille La Lau op incidentele basis in.
Tussen 1 januari 2018 en september van dat jaar schoof er iedere dag een sidekick aan die nieuwsberichten aandroeg in het programma. De vaste sidekick was Hannelore Zwitserlood en vaste vervanger was Maureen du Toit. Vanaf september 2018 is er geen sidekick meer te zien.
Reportages komen van onder andere Vivian Slingerland. Froukje Jansen (van 2017 tot medio 2018) en Hannelore Zwitserlood (medio 2018 enkele keren) maakten voorheen reportages.
Tv-kok Hugo Kennis staat vanaf eind 2018 dagelijks in de keuken.
Van september 2019 tot en met november 2019 had Bunskoek een wisselende co-host. Vivian Slingerland, Irene Moors, Patrick Martens, Klaas van der Eerden, Kees Tol, Daphne Deckers, Pim Sedee, Tim den Besten, Caroline Tensen, Jamie Trenité en Tooske Ragas waren allen te zien naast Bunskoek.
Na de proefperiode met wisselende co-hosts, zijn er sinds eind 2019 drie vaste (mede-)presentatoren: Patrick Martens, Caroline Tensen en Jamie Trenité blijven samen met Daphne Bunskoek aan het programma verbonden. Ook Tooske Ragas is nog zo nu en dan te zien als mede-presentatrice. Soms is er naast een van de vaste presentatoren ook nog een gastpresentator. Zo is Gallyon van Vessem in januari 2020 een aantal malen te zien. Alle presentatoren presenteren in wisselende samenstellingen.
Tijdens enkele weken gedurende de coronacrisis werden de uitzendingen van zowel 5 Uur Live als Koffietijd aanvankelijk gestaakt en vervangen door herhalingen. Vanaf woensdag 25 maart 2020 bundelen deze twee programma's de krachten en gaan samen uitzenden. Het programma wordt vanaf dan tijdelijk een combinatie van Koffietijd en 5 Uur live en wordt door één persoon per dag gepresenteerd. Daphne Bunskoek, Loretta Schrijver, Pernille la Lau en Caroline Tensen komen om de beurt aan de beurt. Quinty Trustfull is niet van de partij, zij zit in het Amerikaanse Atlanta bij haar man, die daar werkt.
Er zijn verder niet veel gasten in 5 Uur live, het meeste gebeurt met videoverbindingen. Presentator Patrick Martens en tv-kok Hugo Kennis en andere gasten bellen in en medewerkers van het RIVM, het Rode Kruis, een huisarts, psycholoog, fysiotherapeut, financieel adviseur en andere deskundigen geven afwisselend informatie. Verder heeft het programma tips iedereen die thuis zit.
Door een besluit van de Nationale Postcode Loterij om hun programma's te spreiden over de zenders van RTL (Nederland) en Talpa Network, was op 29 mei 2020 de laatste aflevering van 5 Uur Live op RTL 4. De loterij gaat op SBS6 verder door door het in de jaren 1990 populaire programma De 5 Uur Show per seizoen 2020/2021 terug op de buis te brengen.

## Presentatie
RTL Live
- Vivian Boelen/ Mari Carmen Oudendijk & Marc Klein Essink/ Jeroen Pauw & Mylène de la Haye/ Helga van Leur & Sander Simons/ Manuëla Kemp & Jan de Hoop (allen één week in 1998)
- Minoesch Jorissen (1998-2001)
- Beau van Erven Dorens (1998-2000)
- Sylvana Simons (2000-2001)
- Albert Verlinde (2016-2017)
- Angela Groothuizen (2016)
- Winston Gerschtanowitz (2016; eenmalige invaller)
- Quinty Trustfull (2017)
- Pernille La Lau (2017; invalster)
- Loretta Schrijver (2017; invalster)

5 Uur  Live
- Daphne Bunskoek (2018-2020)
- Patrick Martens (2019-2020)
- Caroline Tensen (2019-2020)
- Jamie Trenité (2019-2020)
- Tooske Ragas (2019-2020)
- Quinty Trustfull (2017-2018/ 2019-2020 invalster)
- Pernille La Lau (2017/ 2019/ 2020 invalster)
- Loretta Schrijver (2017/ 2019/ 2020 invalster)
- Lucille Werner (2017-2018 invalster)
- Hannelore Zwitserlood (2017-2018; sidekick)
- Maureen du Toit (2017; sidekick invalster)
- Pim Sedee (2019 invaller)